# Zivile Luftfahrtbehörde der Volksrepublik China

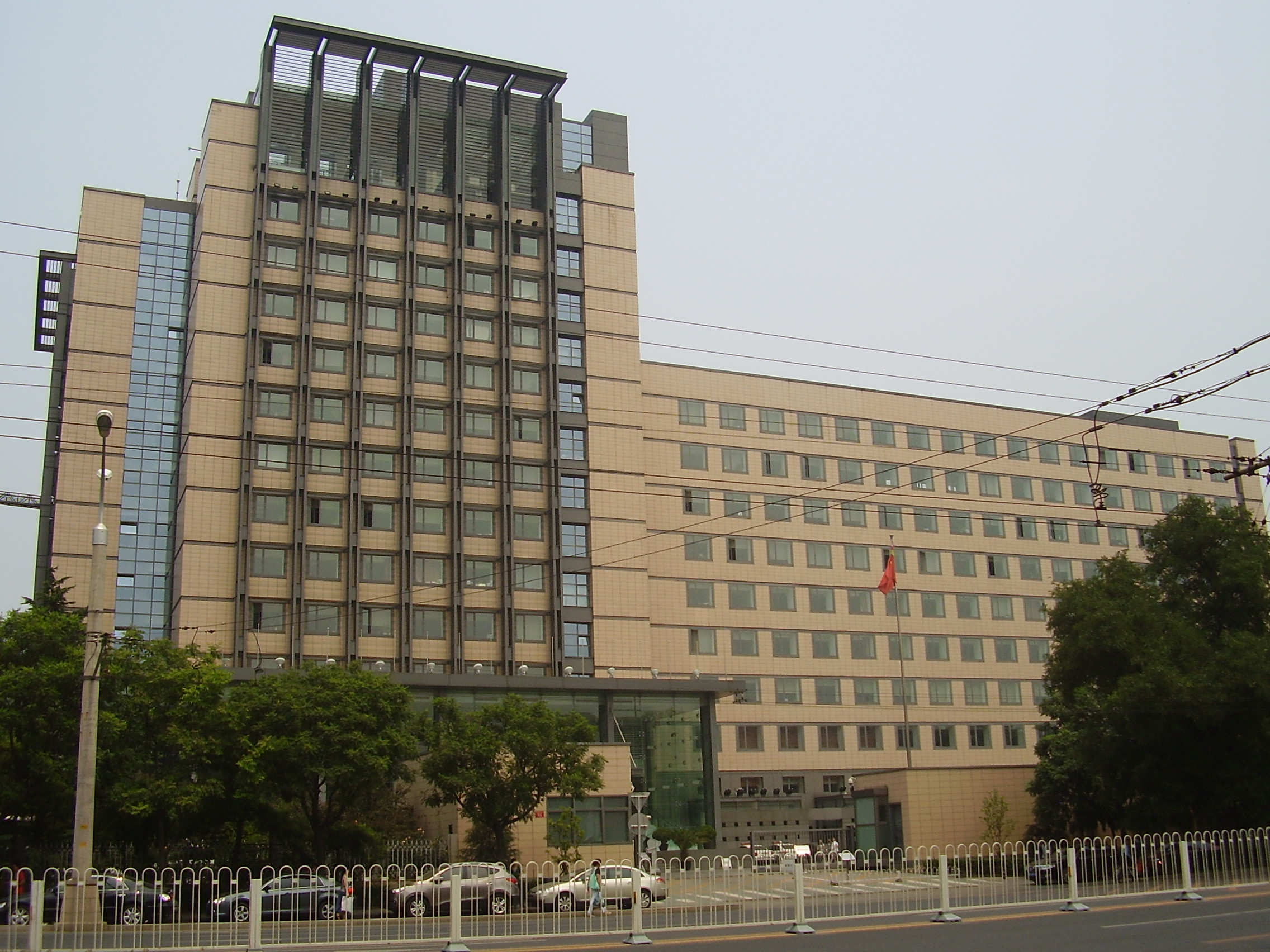
Hauptverwaltungsgebäude der Zivilen Luftfahrtbehörde der Volksrepublik China

Die Zivile Luftfahrtbehörde der Volksrepublik China (chinesisch 中国民用航空局, Pinyin Zhōngguó Mínyòng Hángkōng Jú; engl. Civil Aviation Administration of China [CAAC]) mit Sitz im Stadtbezirk Dongcheng von Peking wurde am 2. November 1949 gegründet. Sie gehört zum Geschäftsbereich des Chinesischen Verkehrsministeriums. Administrator der Luftfahrtbehörde ist Feng Zhenglin.

## Aufgaben und Tätigkeiten
Die Behörde überwacht die nationale Zivilluftfahrt und untersucht Flugunfälle von Zivilflugzeugen. Sie ist ferner Träger zweier Universitäten. Historisch gehörte zu dieser auch das öffentliche Unternehmen CAAC Airlines.

## Liste der Direktoren
- Zhong Chibing (November 1949 – Oktober 1952)
- Zhu Huizhao (Oktober 1952 – Juni 1955)
- Kuang Rennong (Juni 1955 – Juni 1973)
- Ma Renhui (Juni 1973 – Juni 1975)
- Liu Cunxin (Juni 1975 – Dezember 1977)
- Shen Tu (Dezember 1977 – März 1985)
- Hu Yizhou (März 1985 – Februar 1991)
- Jiang Zhuping (Februar 1991 – Dezember 1993)
- Chen Guangyi (Dezember 1993 – Juni 1998)
- Liu Jianfeng (Juni 1998 – Mai 2002)
- Yang Yuanyuan (Mai 2002 – Dezember 2007)
- Li Jiaxiang (Dezember 2007 – Januar 2016)
- Feng Zhenglin (Januar 2016 – heute)[3]

## Luftfahrtuniversitäten

### Civil Aviation University of China

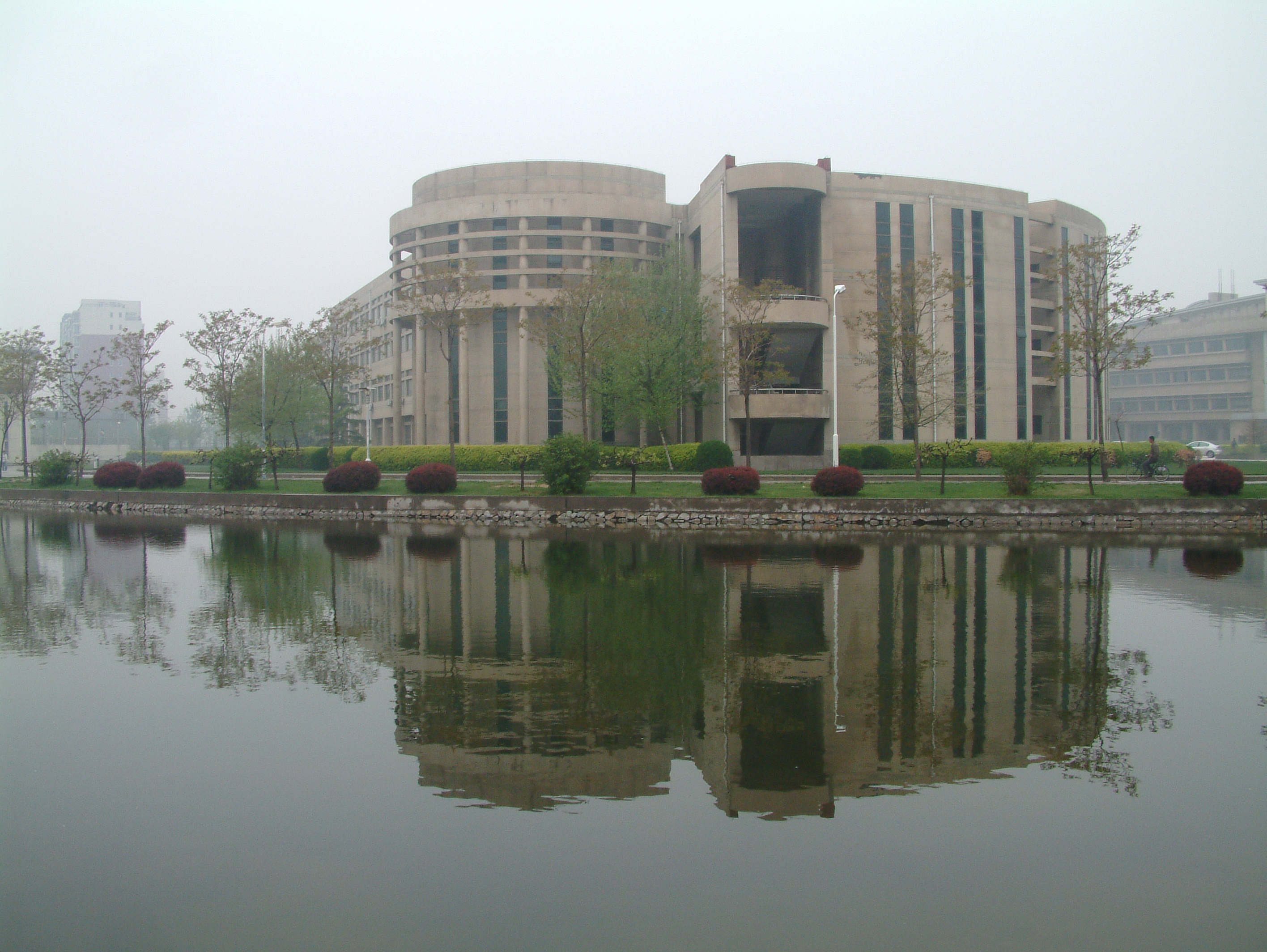
Campus der Civil Aviation University of China (Teilansicht)

Die Behörde ist Träger der Civil Aviation University of China (中国民航大学) in Tianjin (Dongli). Die Universität wurde am 25. September 1951 gegründet. Es gibt etwa 1000 Mitarbeiter und etwa 24000 Studierende.

### Civil Aviation Flight University of China
Die Behörde ist ferner Träger der Civil Aviation Flight University of China (中国民用航空飞行学院) in Guanghan. Die Universität wurde am 26. Mai 1956 gegründet und hat 8000 Studenten. Es gibt folgende Einrichtungen: College of Flight Technology, College of Air Traffic Control, College of Aviation Engineering, College of Air Transport Management, College of Computer Science, College of Foreign Languages, College of Cabin Attendants, Sports Department, Simulator Training Center, Aero Engine Maintenance Training Center, Aircraft Repair Plant, Sanxing General Airline Co., Ltd., and Chinese Civil Aviation Scientific Research Base.

## CAAC (Fluggesellschaft)

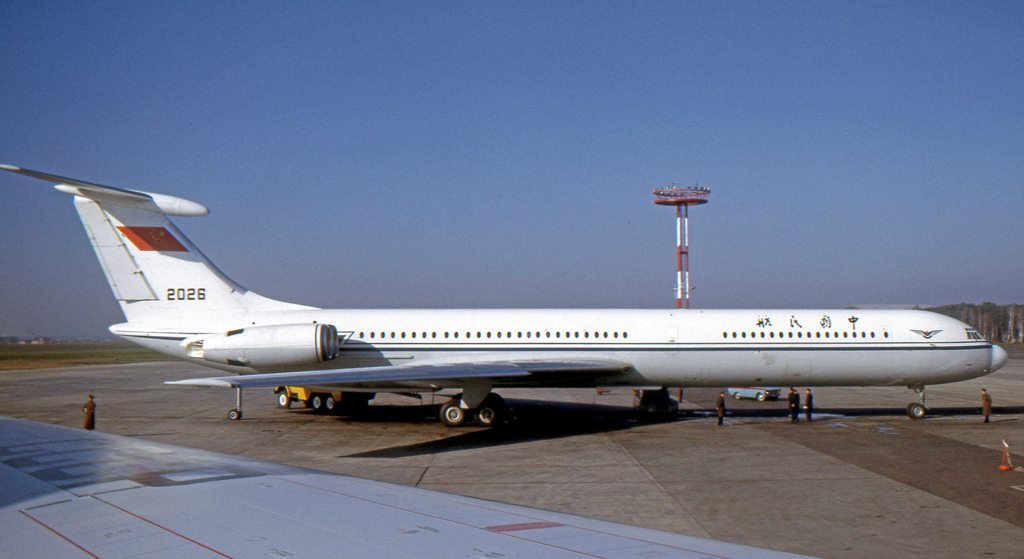
Iljuschin Il-62 der CAAC Airlines (1974)

CAAC als Fluggesellschaft (ICAO-Code: CCA, IATA: CA) war ein öffentliches Unternehmen im Geschäftsbereich dieser zivilen Luftfahrtbehörde der Volksrepublik China.
Die Fluggesellschaft hatte bis 1985 eine nationale Monopolstellung. Am 1. Juli 1988 wurde diese Fluggesellschaft aufgelöst, und es entstanden hieraus folgende 6 Fluggesellschaften: Air China, China Eastern Airlines, China Southern Airlines, China Northern Airlines, China Northwest Airlines und China Southwest Airlines.